# Шанен
Шане́н (фр. Chaneins) — коммуна во Франции, находится в регионе Рона — Альпы. Департамент — Эн. Входит в состав кантона Сен-Тривье-сюр-Муаньян. Округ коммуны — Бурк-ан-Брес.
Код INSEE коммуны — 01083.

## География
Коммуна расположена приблизительно в 360 км к юго-востоку от Парижа, в 38 км севернее Лиона, в 32 км к юго-западу от Бурк-ан-Бреса.

## Климат
Климат полуконтинентальный с холодной зимой и тёплым летом. Дожди бывают нечасто, в основном летом.

## Население
Население коммуны на 2010 год составляло 820 человек.
| 1962 | 1968 | 1975 | 1982 | 1990 | 1999 | 2010 |
| ---- | ---- | ---- | ---- | ---- | ---- | ---- |
| 370  | 411  | 376  | 420  | 478  | 560  | 820  |

## Администрация
| Период | Период | Фамилия       | Партия        | Примечания |
| ------ | ------ | ------------- | ------------- | ---------- |
| 1989   | 2014   | Бернар Жиль   | Разные правые |            |
| 2014   | 2020   | Патрис Фламан |               |            |

## Экономика
В 2010 году среди 527 человек трудоспособного возраста (15—64 лет) 434 были экономически активными, 93 — неактивными (показатель активности — 82,4 %, в 1999 году было 71,7 %). Из 434 активных жителей работали 409 человек (225 мужчин и 184 женщины), безработных было 25 (10 мужчин и 15 женщин). Среди 93 неактивных 39 человек были учениками или студентами, 31 — пенсионерами, 23 были неактивными по другим причинам.

## Фотогалерея

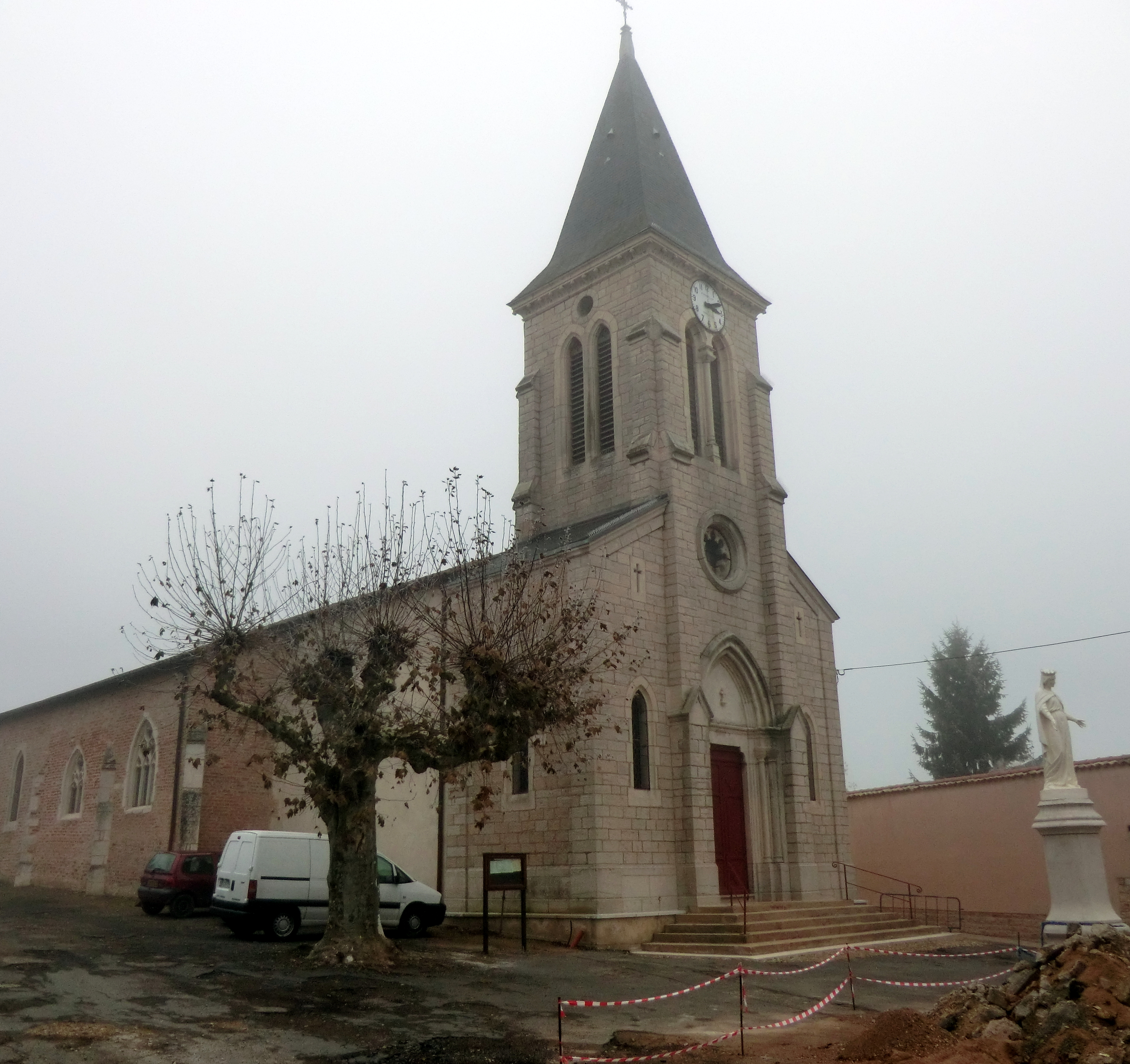
Церковь Нотр-Дам
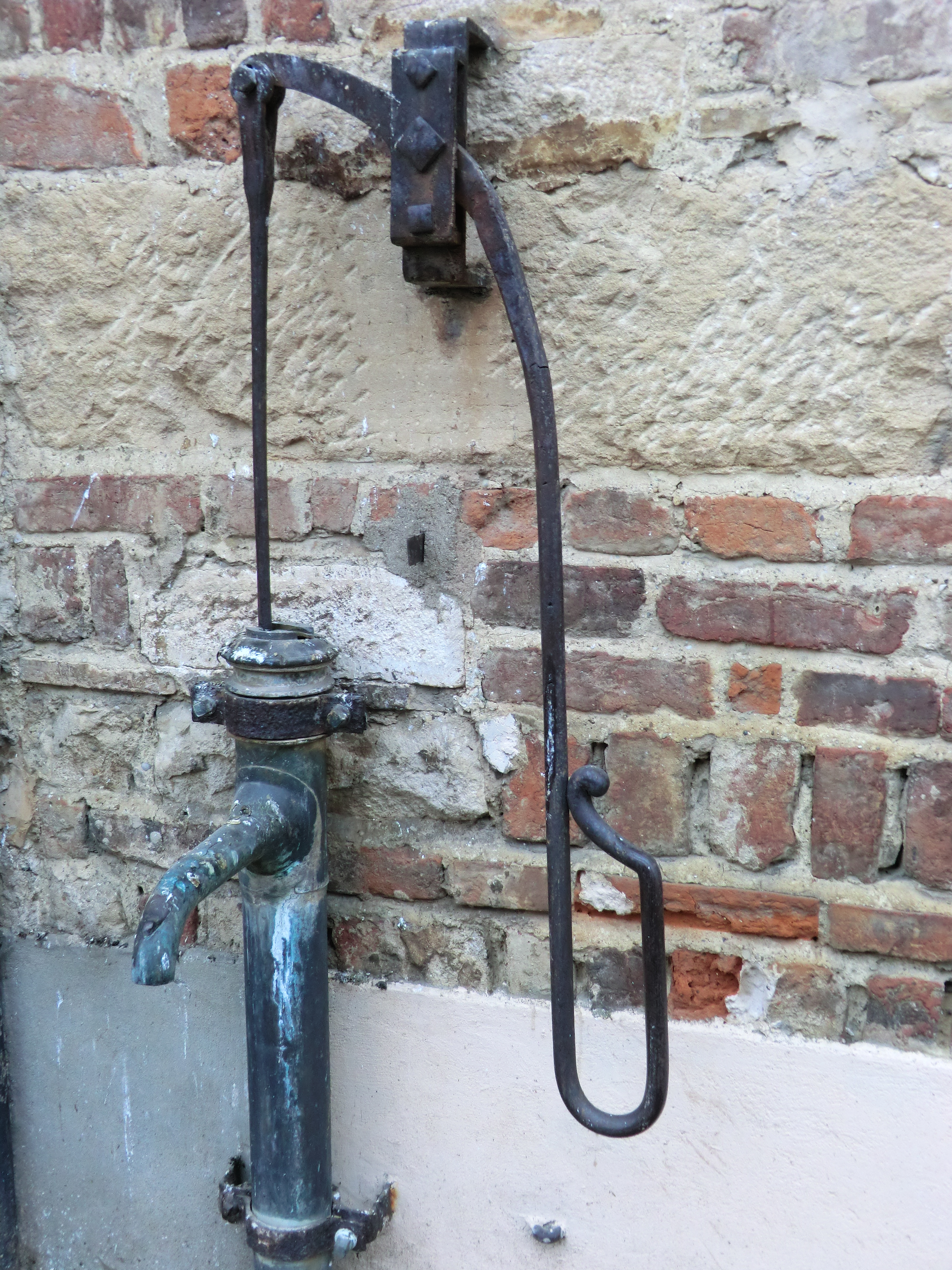
Водоколонка
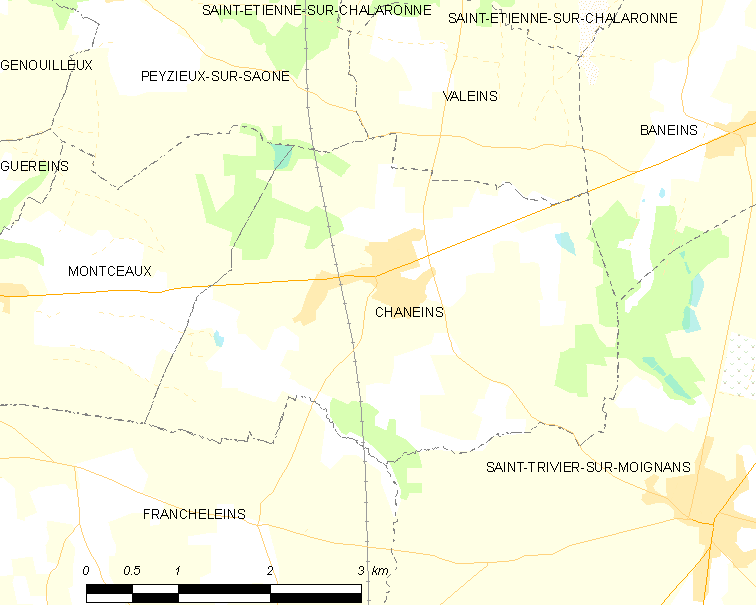
Карта коммуны